# Златари (Ресен)
Златари (мкд. Златари) су насеље у Северној Македонији, у јужном делу државе. Златари припадају општини Ресен.

## Географија
Насеље Златари је смештено у југозападном делу Северне Македоније. Од најближег већег града, Битоља, насеље је удаљено 36 km западно, а од општинског средишта 5 km североисточно.
Златари се налазе у области Горње Преспе, области око западне и северне обале Преспанског језера. Насеље је смештено на источним падинама планине Бигле. Надморска висина насеља је приближно 1.040 метара.
Клима у насељу је планинска због знатне надморске висине.

## Становништво
Златари су према последњем попису из 2002. године имали 118 становника. 
Претежно становништво у насељу били су етнички Македонци (99%).
Већинска вероисповест је православље.